# 佐伯恵達
佐伯 恵達（さえき えたつ、1924年 - 2007年）は日本の僧侶、浄土真宗本願寺派長昌寺住職、高校教諭。

## 略歴
宮崎県宮崎市のお寺の家に生まれる。9歳で得度し仏門に入る。龍谷大学に入学するが、在学中に学徒出陣。陸軍少尉で終戦を迎える。終戦後龍谷大へ復学。1951年同大学大学院修了。
宮崎県立宮崎大宮高等学校・宮崎県立宮崎南高等学校・宮崎県立宮崎東高等学校などで教鞭をとる。定年後は宮崎女子短期大学講師を務める。

## 著書
- 『色は匂へど』（鉱脈社、1985年）
- 『廃仏毀釈百年 虐げられた仏たち』（鉱脈社、1988年）
- 『万葉集と仏教思想 古代インド語でわかる万葉歌』（鉱脈社、1992年）
- 『宮崎方言版小倉百人一首』（鉱脈社、2003年）
- 『仏教宇宙物語 空・0（永遠の命）の世界』（鉱脈社、2006年）